# Ato médico
O ato médico (AO 1945: acto médico) é o conjunto das atividades de diagnóstico, tratamento, encaminhamento de um paciente e prevenção de agravos ao mesmo, além de atividades como perícia e direção de equipes médicas.. Diversos países já elaboraram suas legislações sobre as competências dos profissionais de Medicina e agora os médicos brasileiros reivindicam especificação de funções. O Projeto foi bastante movimentado, de acordo com o que consta na Câmara dos Deputados

## Situação no Brasil
No Brasil, a atuação dos profissionais da medicina segue leis e normatização que foi definida em 1931. O Projeto de Lei 7.703/06, que leva popularmente o nome de Ato Médico, prevê uma nova regulamentação do exercício da Medicina no país. O projeto tem gerado muita polêmica no país.
No dia 17 de junho de 2013, após mais de 11 anos em tramitação pelo Congresso Nacional, o projeto de lei foi aprovado pelo Senado Federal com apenas 1 voto contra, do Senador Aloysio Nunes Ferreira de São Paulo. Segue agora para sanção presidencial.

### Descrição sumária do projeto
O projeto de lei estabelece quais atos ou procedimentos serão privativos de médicos, quais serão compartilhados com outros profissionais de saúde e quais serão exclusivos desses outros profissionais. O texto proposto tem suscitado debates sobre as competências de cada categoria profissional. Apesar de organizações de médicos se posicionaram a favor dele, diversas vertentes se posicionaram contra o projeto, como profissionais de Psicologia e de Biomedicina. A matéria está em tramitação, passou na Câmara dos Deputados e retornou ao Senado pelo Ofício nº 1.192/09/PS-GSE.